# Morrigan Aensland
Morrigan Aensland (モリガン・アーンスランド, Morigan Ānsurando) é uma personagem e protagonista da série de video game Darkstalkers, produzida pela empresa Capcom. Desde sua aparição inicial em Darkstalkers: The Night Warriors, em 1994, ela tem aparecido em todos os jogos da série e em várias merchandises e mídia, bem como vários videogames fora da série Darkstalkers, incluindo a maior parte das séries Marvel vs. Capcom e SNK vs. Capcom.

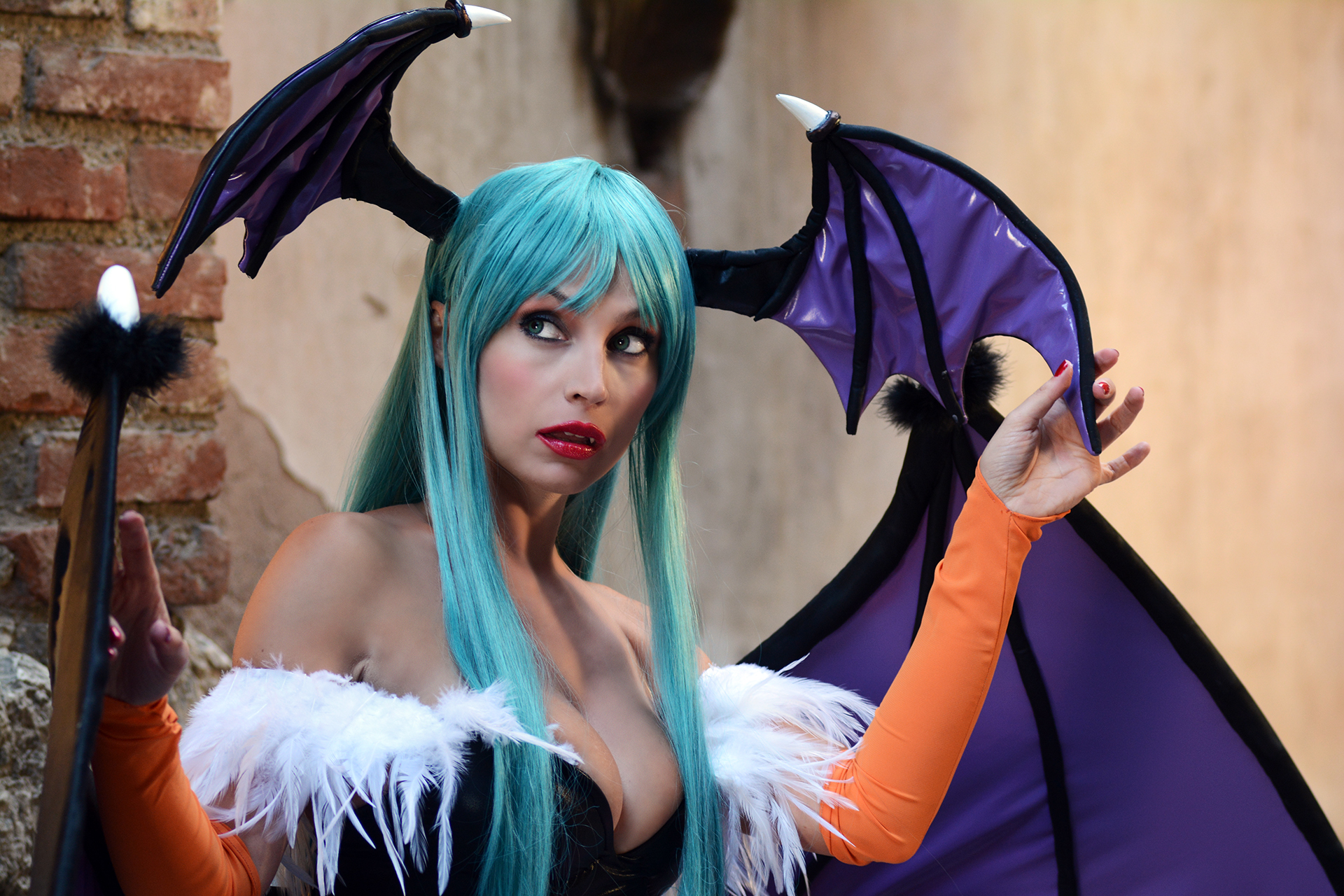
Cosplay de Morrigan

Morrigan é apresentada como uma súcubo e uma princesa poderosa (mais tarde uma rainha) do plano demoníaco Makai, que é bastante fútil e vive mais para a frisson da batalha, mas lentamente começa a levar mais a sério suas responsabilidades como realeza, apesar de sua fascinação obsessiva com o mundo humano. Ela tem uma "irmã" chamada Lilith e um rival chamado Demitri Maximoff. O conjunto de movimentos dela é similar aos de Ryu.
Ela é dublada por Yayoi Jinguji em boa parte dos jogos que está presente.

## Conceito e Desenvolvimento
Durante a fase de desenvolvimento de Darkstalkers, os produtores haviam planejado duas personagens femininas específicas, uma mulher-gato e uma vampira, uma sensual e outra de aparência mais "fofa". Porém ao ver o resultado final de Morrigan ficou decidido que seria o contrário, portanto a personagem Felicia ficou com o aspecto mais inocente que o planejado.
Como sua natureza demoníaca, Morrigan é má. Ela na verdade não entende o conceito de bem e mal, nem do que é certo e errado. Tanto que geralmente ao fim de um confronto ela fica se perguntando se existe alguma coisa errada em se sentir bem, nem que para isso precise machucar outros. O que ela realmente procura em suas batalhas é prazer, devido a sua natureza ela também é uma das personagens mais sexuais no videos games.

## História
Morrigan é a filha adotiva de Belial Aensland, o governante de Makai (ou "Mundo dos Demônios" que é um universo paralelo ao dos humanos). Quando nasceu Morrigan era muito poderosa (uma "S-Rank" segundo alguns livros japoneses). Belial decidiu que, para o bem de Morrigan, esse poder todo fosse dividido, deixando 1/3 com ela, uma parte com ele que seria devolvida após sua morte e outro terço ficou separado em outra dimensão, porém essa parte desenvolveu consciência própria e veio a se tornar uma súcubo chamada Lilith como parte do plano de Jedah Dohma para recriar o universo: ele se aproveitou da vontade de Lilith de se reunir a Morrigan e fez para ela um corpo, moldado à semelhança da súcubo, esperando assim roubar o poder de Morrigan quando estivesse totalmente concentrado.
Sem saber de nada disso Morrigan cresceu no castelo do clã Aensland achando sua vida sem graça, visitando muitas vezes o mundo dos humanos atrás de diversão.
Uma vez fora atraída por uma energia misteriosa que vinha do mundo humano (mais tarde se descobriu que pertencia à Pyron). Na volta, descobriu que seu pai havia morrido (pelas mãos de Firebrand/Red Arremer, quando este estava em campanha militar a serviço de Lucifer/Loki de Ghouls 'n Ghosts, ao vagar através do mundo dos demônios, mundo dos homens, Makai, passado, presente, futuro e outras dimensões a partir do vórtice da Dimensão do Caos) e assim herdando o trono de líder do clã Aensland, e consequentemente restaurando parte de seu poder. Apesar de ser governante por direito do Makai, ela constantemente ignora suas obrigações como líder e tenta viver como antes.

## Jogabilidade
Boa parte dos golpes de Morrigan são semelhantes aos de Ryu e Ken da série Street Fighter, tanto em comandos como em execução. Seu golpe conhecido como Darkness Illusion foi o primeiro ataque especial em um jogo de luta onde era preciso fazer uma sequência de botões. Tal sequência (soco fraco, soco fraco, direcional para frente, chute fraco, soco forte), ficaria mais tarde associada ao golpe Shun Goku Satsu de Akuma, também dos jogos Street Fighter.
Durante os jogos da série Marvel vs. Capcom alguns golpes receberam mais força, talvez pela velocidade dos combates ou como alguns acreditam, pelo fato de Morrigan e Lilith se unirem em uma só antes de uma batalha. Finishing Shower, um dos especiais primários de Morrigan foi substituído por Soul Eraser enquanto Valkyrie Turn deu lugar para Shadow Blade. Na franquia Tatsunoko vs. Capcom além de seus golpes especiais antigos voltarem seu Darkness Illusion é feito com auxílio de sua "irmã" Lilith.
Um dos fatos mais estranhos sobre Morrigan é que, mesmo sendo uma das personagens mais famosas da Capcom, ela raramente recebeu atualizações como outros personagens como Ryu ou Chun-Li. Pelo contrário, em Capcom vs. SNK 2 (2001) ela possui os mesmos sprites que no primeiro Darkstalkers (1994): sete anos a separavam dos novos personagens daquele jogo. Felizmente ela recebeu gráficos inteiramente novos para sua estreia no universo 3D em Tatsunoko vs. Capcom: Ultimate All-Stars e voltou com novos gráficos em Marvel vs. Capcom 3: Fate of Two Worlds, que utiliza o sistema MT Framework para maior potência gráfica nos consoles e arcades.

## Crossover
Morrigan apareceu como representante da franquia Darkstalkers na série Marvel vs. Capcom. Sendo a primeira personagem da franquia a participar de um jogo a parte. Durante o jogo Morrigan surge acompanhada de Lilith no início dos combates,há também uma versão de Lilith no jogo. Morrigan também veio para a continuação: Marvel vs Capcom 2, dessa vez acompanhada por seus companheiros de Darkstalkers Felicia, Anakaris e B.B.Hood. Mais tarde ela foi acompanhada por Felicia e Hsien-Ko em Marvel vs Capcom 3: Fate of Two Worlds (2011), Ultimate Marvel vs. Capcom 3 (2011), e Marvel vs. Capcom: Infinite; em Marvel vs. Capcom 3, o rival de Morrigan é o Homem de Ferro.
Morrigan participou do jogo Capcom vs SNK, mas ficou de fora da versão SVC Chaos: SNK vs. Capcom (Demitri Maximoff foi o representante de Darkstalkers), no entanto ela voltou em Capcom vs SNK 2. Também aparece nas duas versões de Tatsunoko vs Capcom, do RPG Namco x Capcom e do RPG tatíco Cross Edge, Project X Zone (2012), e Project X Zone 2 (2015).